# 1. Petrovo pismo
Prvo Petrovo pismo je eno izmed sedmih katoliških pisem (sem spadajo še 1 Jn, 2 Jn, 3 Jn, Jak, 2 Pt in Jud). Prvo Petrovo pismo se načeloma pripisuje apostolu Petru, ki ga je napisal med 60 in 63 po Kr., čeprav so tudi posamezne točke, ki njegovo avtorstvo zavračajo. Naslovljeno je na posamezne skupnosti v Mali Aziji.  
Pismo vsebuje mnoge teološke poudarke. Pomembno je zaradi omembe Svete Trojice, spregovori še o življenju zgodnjih kristjanov, ki bi moralo biti zgledno poganom, poudarjeno je tudi odrešenjsko delo Jezusa Kristusa (trpljenje in vstajenje). Pismo pa se ukvarja tudi s tematiko krsta.  

## Nastanek

### Avtorstvo
Avtorstvo 1 Pt se danes pripisuje Petru, k temu se podaja dokaz o poznavanju Jezusovih besed. Peter je bil sprva Simon, a je kmalu dobil ime Kefa. Tako ime Kepha (Κηφας), ki izhaja iz aramejščine (Kēphās), kot tudi Peter (Πέτρος) izhaja iz izraza pétrā ‎(πέτρᾱ), v obeh primerih pomeni »skala«.
Za pismo sta pomembni še dve drugi osebi, ki ju zasledimo v 1 Pt 5,12–13. Silvan, »ki ga štejem za zvestega brata«, za katerega se domneva, da bi lahko pismo po Petrovem nareku in z nekaj svojimi dopolnitvami napisal tudi on in Marko »moj sin«.
Glede samega avtorja pa obstajajo številni razlogi, ki nasprotujejo temu, da je pismo napisal Peter. Nekateri razlogi za takšno trditev so naslednji:
- Sum o Petrovem avtorstvu je vzbudila izredno lepa grščina, zaradi česar se domneva, da je pri pisanju sodeloval nekakšen tajnik – Silvan.
- Odvisnost pisma od Pavlovih spisov se ne ujema s stiki med Petrom in Pavlom, ki so bili napeti.
- Cerkvena ureditev, ki se omenja v 1 Pt 5,1 je bolj iz zadnje tretjine stoletja kot iz Petrovega časa.
- Pisec se ne označi kot Simon ali Simon Peter, temveč Peter, kar se zdi, »da je to znamenje učenca, ki poudarja avtoriteto, nakazano v simboličnem poimenovanju« (Brown 2008, 710).

### Čas nastanka
Za spodnjo mejo velja čas, ko je Peter prišel v Rim, to je bilo po letu 58, saj ga Pavel v Pismu Rimljanom ne omenja. Zgornji okvir pa je leto 100, saj 1 Pt navajajo ali poznajo že nekatere priče v zgodnjem 2. stoletju. V kolikor je avtor pisma Peter, je bilo 1 Pt napisano med letoma 60 in 65. V kolikor pa je pismo psevdonimno, je verjetnejši nastanek po letu 70. Nekdo pa bi lahko podvomil, da bi bilo v času Neronovega preganjanja ali ob koncu Domicijanove vlade možno naročiti spoštovanje do vladarjev (Brown 2008, 712). Ob tem razmisleku pa se obdobji lahko še skrčita. Če je torej avtor pisma Peter, potem je pismo bilo napisano med 60 in 63, če pa je psevdonimno, je bilo napisano med 70 in 90 letom. 

### Kraj nastanka in naslovnik
V 1 Pt 5,13 je omenjena Cerkev v Babilonu, a veljavni konsenz je, da je bilo Prvo Petrovo pismo napisano v Rimu. Pismo je, kot lahko beremo v 1 Pt 1,1, namenjeno »izvoljenim, razkropljenim tujcem«, torej Kristjanom v izseljenstvu. Poimensko pa nadalje beremo o petih provincah, ki jih avtor navaja: Pont, Galatija, Kapadokija, Azija in Bitinija. Iz 1 Pt 2,10 se vidi, da je pismo namenjeno predvsem poganom: »Nekdaj niste bili ljudstvo, zdaj pa ste božje ljudstvo.«

## Vsebina

### Struktura
- A. Uvodni obrazec 1 Pt 1,1–2
- B. Glavno besedilo 1,3–5,11, ki se deli v 3 dele:
  - I. del: 1 Pt 1,3–2,10 Potrditev krščanske edinosti
  - II. del: 1 Pt 2,11–3,12 Primerno življenje za lep zgled poganom
  - III. del: 1 Pt 3,13–5,11 Krščansko zadržanje ob preganjanju
- C. Sklepni obrazec 1 Pt 5,12–14

### Povzetek
A. Uvodni obrazec 1 Pt 1,1–2
Pozdrav je podoben pozdravom v Pavlovih pismih »milost in mir«, avtor pa doda še »naj se vam pomnožita«. To nam lahko nakazuje na neko pravilo, ki so se ga morali takrat držati. V uvodu beremo tudi o naslovljencih. Sam uvod pa je še bolj zanimiv prav zaradi znamenite trojstvene omembe Boga Očeta, posvečujočega Duha in Jezusa Kristusa (Brown 2008, 700).
B. Glavno besedilo
I. del: 1 Pt 1,3–2,10 Potrditev krščanske edinosti
Besedilo se začne drugače kot Pavlovaa pisma, poudari namreč dostojanstvo krščanskih vernikov. Beremo lahko tudi številne citate iz Stare zaveze, najprej zahtevo »Bodite sveti, ker sem jaz svet«, ki jo citira iz 3 Mz 11,44. Vrhunec prvi del glavnega besedila doseže v 1 Pt 2,4–10, kjer navaja citate iz Stare zaveze. Najprej beremo o motivu Kristusa kot kamna, ki ga ljudje zavržejo, nato pa motiv o ljudstvu, ki ni bilo ljudstvo, pa je postalo Božje ljudstvo. O sporočilu glede tega so mnenja različna: »Mnogi strokovnjaki menijo, da je pisec črpal svoje podobe iz krstne govorice, kjer se vstop kristjana v Božje ljudstvo razume v podobnosti s tem, kako je Izrael začel postajati Božje ljudstvo. Nekateri /…/ menijo, da se Prvo Petrovo pismo poslužuje jezika krstne hvalnice ali pesmi, ki bi jih lahko rekonstruirali.« (Brown 2008, 701). Spet drugi pa menijo, da je to krstno bogoslužje, kakršnega so uporabljali v Rimu.
II. 1 Pt 2,11–3,12 Primerno življenje za lep zgled poganom
Podana so pravila, ki naj bodo za zgled okoliškim poganom, s tem pa naj prepreči pogansko slabo mnenje o kristjanih. Pozornost v največji meri ni posvečena spreminjanju obstoječega socialnega in družinskega reda, temveč vedenju, da bi v danih razmerah udejanjali Kristusovo potrpežljivost in darovanje samega sebe v življenju za druge. V zadnjem delu beremo o nasvetih, ki podajo ravnanja kako naj se ljudje vedejo drug do drugega, z namenom živeti pravega krščanstva. Zaključi pa se z navedkom iz Ps 34,13–17.
III. 1 Pt 3,13–5,11 Krščansko zadržanje ob preganjanju
V tretjem delu glavnega besedila se lahko ukvarjamo z vprašanjem »ali trpljenje v Prvem Petrovem pismu izvira iz preganjanja ali odtujitve« (Brown 2008, 702). Slednje se zdi najverjetneje. Kristjani trpijo, saj jih pogani zmerjajo in obrekujejo. Pogani namreč ne zmorejo razumeti preobrata, ki ga je naredil evangelij v življenju spreobrnjencev. Beremo tudi o napovedi sodbe nad živimi in mrtvimi, ki bo opravila s krivico nasprotovanja tistim, ki so evangelij sprejeli in oznanjajo Kristusa. Kristus nam je namreč pokazal, »da je trpljenje pot do slave« (Brown 2008, 703), zato naj se kristjani ne čudijo požaru, ki je prišel nadnje, da jih preizkusi. Sodba se bo začela v Božji hiši, zato beremo, da morajo prezbitri v skupnosti paziti na čredo (Brown 2008, 703). Pastirji pa morajo delo opravljati zaradi volje, ki izhaja iz srca, ne pa iz nekega pohlepa po dobičku. Zaključi pa se z nizom opominov, v katerih je poudarjena potreba po budnosti.
Sklepni obrazec 1 Pt 5,12–14
Prvo Petrovo pismo se zaključi s pozdravi. Glede citata »Po Silvanu … na kratko pišem« (1 Pt 1,12) pa obstaja več razlag. 

### Teološki poudarki
Prvo Petrovo pismo, v katerem je prisoten tudi motiv krsta, zajema številne teološke poudarke:
- Boga opisuje kot Očeta (1 Pt 1,2.17), kot svetega Boga (1,16). Pismo poudari tudi Kristusov zgled vernikom (1 Pt 2,21).
- Pismo je pomembno tudi zaradi trojstvene omembe Boga Očeta, Jezusa Kristusa in Svetega Duha.
- Pismo se dotika tudi odnosa med ženami in možmi.
- Govori o Kristusu in njegovem odrešenju, pri tem pa je v pismu beremo, kako je bil Kristus po mesu umorjen po duhu pa oživljen (3,18). Ob tem pa poudarek, da so prerojeni »deležni eshatološkega  odrešenja, ki se bo razodelo v poslednjih časih« (Palmisano 2018, 79).
- V pismu se v 1 Pt 3,19 omenja tako imenovana Kristusova pot v podzemlje, kar se dopolni v 1 Pt 4,6, ko pismo omenja tudi, da je bil evangelij oznanjen mrtvim.
- Pismo nagovarja tudi tujce in romarje, kar pomeni, da »govori o krščanski identiteti v razširjenem svetu« (Palmisano 2018, 79).
- V tem pomenu govori o samem načinu življenja kristjana.
- Pismo odkriva bogastvo prerojenja in živega upanja kristjana.
- Podarjeno je tudi kraljevsko duhovništvo kristjanov, ki pa nima le liturgične narave, ampak vpliva na vse življenje.
- Podarjen pa je tudi čar lepega ravnanja v skladu z evangelijem.